# Soyez les bienvenus (film, 1964)
Pour les articles homonymes, voir Soyez les bienvenus.
Pour plus de détails, voir Fiche technique et Distribution.
Soyez les bienvenus (russe : Добро пожаловать, или Посторонним вход воспрещён, Dobro pojalovat, ili Postoronnim vkhod vosprechtchen, littéralement « Bienvenue ou l'entrée interdite ») est un film soviétique réalisé par Elem Klimov, sorti en 1964.

## Synopsis
Des enfants passent l'été dans un camp de pionniers. L'un d'eux, Kostya Inotchkine, viole le règlement, et pour cela l'administrateur du camp, le camarade Dynine, l'exclut des listes de vacanciers et le renvoie à sa maison. Cependant Kostya, ne voulant pas déranger sa grand-mère, subrepticement revient au camp. Bientôt tout le monde apprend le secret d'Inotchkine, sauf l'administrateur. La lutte des adhérents d'Inotchkine contre la bureaucratie administrative finit par la victoire triomphante.

## Fiche technique
- Titre : Soyez les bienvenus
- Titre original : Добро пожаловать, или Посторонним вход воспрещён (Dobro pojalovat, ili Postoronnim vkhod vosprechtchen)
- Réalisation : Elem Klimov
- Scénario : Semion Lounguine et Ilya Nousinov
- Photographie : Anatoli Kouznetsov
- Musique : Mikaël Tariverdiev
- Pays d'origine :  Union soviétique
- Format : Noir et blanc - Mono
- Genre : Comédie
- Date de sortie : 1964

## Distribution
- Evgueni Evstigneïev : le camarade Dynine, administrateur du camp, antagoniste du film
- Arina Aleynikova : Valya, la chef du 3e groupe
- Ilya Rutberg : l'instructeur d'éducation physique
- Lidia Smirnova : la médecin
- Alexeï Smirnov : l'économe du camp
- Viktor Kosykh : Kostya Inotchkine, pionnier, protagoniste du film
- Yuri Bondarenko : Venya, pionnier, batteur
- Lidiya Volkova : Lera, pionnière
- Boris Demb : Dima, le pionnier-hypnotiseur
- Sergei Kokoryov : Charafoumdinoff, pionnier
- Igor Krukov : Marat, pionnier